# Episannina zygaenura
Episannina zygaenura là một loài bướm đêm thuộc họ Sesiidae. Nó được tìm thấy ở Sierra Leone.